# Ірклій (притока Тясмину)
Ірклі́й — річка в Україні, в межах Олександрівського району Кіровоградської області та Чигиринського району Черкаській області. Права притока Тясмину (басейн Дніпра).

## Опис
Довжина 26 км, площа басейну 226 км². Похил річки 2,6 км. Долина завширшки до 2 км. Річище звивисте, його пересічна ширина 5 м. Є чимало ставків. Нижня течія каналізована та випрямлена.

## Розташування
Ірклій бере початок на південний схід від села Цвітне. Тече спершу на північ, далі — на північний схід. Впадає до Тясмину на північний схід від міста Чигирина.

## Ставки на річці
На річці та його притоках збудовано багато ставків: 5 у селі Вдовичине, перед селом Іванівка та в самому селі — 4, перед селом Чернече та в самому селі — 2. Найбільший став перед селом Чернече розкинувся і на долину своєї лівої притоки, утворивши велику Г-подібну водойму.

## Населені пункти
Над річкою розташовані населені пункти: села Ружичеве, Вершаці, Чернече, Галаганівка та місто Чигирин.